# Судья Дредд (персонаж)
Судья Джозеф Дредд (англ. Judge Joseph Dredd) — герой комикса британской научно-фантастической антологии 2000 AD. Дредд — американский сотрудник правоохранительных органов в городе будущего Мега-Сити, где судьи, одетые в форму, объединяют в себе полномочия полиции, судьи и палача. Дредд и его сослуживцы уполномочены на то, чтобы арестовывать, приговаривать и даже казнить преступников на месте. Персонаж был создан в марте 1977 года писателем Джоном Вагнером и художником Карлосом Эскерра при участии редактора Пата Миллса.

## История публикаций
Когда Пат Миллс создавал 2000 AD в 1976 году, он попросил помощи у своего бывшего партнёра-сценариста, Джона Вагнера, чтобы создать персонажа. Вагнер написал несколько историй про «жёстких копов» в стиле Грязного Гарри для других серий, и предложил концепт персонажа ультра-жестокого полицейского, патрулирующего Нью Йорк будущего и обладающего силой административной власти, чтобы выносить приговор прямо на месте. Миллс создал хоррор-стрип под названием Судья Страх (англ. Judge Dread), но оставил идею, как не подходящую для нового комикса; однако имя, изменённое на «Дредд» по предложению редактора Келвина Госнелла, было использовано Вагнером для его ультимативного судебного исполнителя.
Задача по созданию внешнего вида персонажа легла на Карлоса Эскерра, испанского художника, ранее работавшего для Миллса над Battle Picture Weekly. Вагнер предложил Эскерра заняться рекламой фильма Смертельные гонки 2000, в котором был показан персонаж Франкенштейн, сыгранный Дэвидом Кэррадайном и одетый в чёрную кожу, как предположение, как персонаж должен выглядеть. Эскерра позже сильно переработал внешний вид, добавив броню на тело, молнии и цепи, которые Вагнер изначально хотел поместить сверху. Изначальный сценарий Вагнера был переписан Миллсом, иллюстрации нарисовал Эскерра, но позже потребовалось некоторое обдумывание. Вооружение и городские пейзажи, которые нарисовал Эскерра, были куда более футуристичны, нежели изначально задуманные для сценария, описывающего недалёкое будущее, но Миллс решил стартовать с этими иллюстрациями.
К этому времени Вагнер ушёл, разочарованный несостоявшейся сделкой по продаже нового комикса другой компании (что обеспечило бы ему и Миллсу большую оплату). Миллс не хотел терять «Судью Дредда» и привлекал разных сценаристов, надеясь развить комикс в будущем. Их сценарии были отданы нескольким художникам — Миллс надеялся обеспечить персонажа хорошим представлением, однако не все были готовы к первому выпуску 2000 AD, запущенном в феврале 1977 года.
История, которая представила читателю персонажа, была написана Питером Харрисом и значительно переписана Миллсом. Иллюстрации рисовал новичок Майк МакМан. История была помещена в «проге» (англ.  prog - выпуск в вольном переводе) № 2, но Эскерра, злой за то, что другие художники рисовали первый выпущенный стрип, ушёл и вернулся к работе над Battle. Вагнер вскоре вернулся к персонажу, начав с 9 прога. Его история, «Войны Роботов», была нарисована командой художников (включая Эскерра) и отметила точку времени, когда Дредд стал самым популярным персонажем в 2000 AD, позиция, с которой он почти не сходил. Персонаж появлялся почти в каждом выпуске с этого момента, большая часть историй была написана Вагнером (в сотрудничестве с Аланом Грантом в период с 1980-го по 1988 годы).
После 1990 года у Дредда появилась собственная серия, Judge Dredd Megazine. Вагнер сконцентрировался на этой серии, а стрип Dredd в 2000 AD был оставлен на попечении юных сценаристов вроде Гарта Энниса, Марка Миллара, Гранта Моррисона и Джона Смита. Их усилия были не особо популярны среди фанатов и продажи упали. Вагнер вернулся к стрипу в 1994 году.
Также был весьма длинный стрип Judge Dredd (с 1981 по 1998 годы) в Daily Star, и короткий в Metro с января 2004 по январь 2005 года. Эти истории обычно создавались той же командой, что писала и рисовала основную серию и истории из Daily Star появлялись в нескольких коллекционных томах.

## Персонаж

### Характер и внешность
Джозеф Дредд является самым известным из судей, которые патрулируют улицы Мега-Сити Один, он способен мгновенно осудить правонарушителя и привести приговор в исполнение. Дредд вооружен пистолетом «Законодатель» (стреляет шестью типами боеприпасов, запрограммирован на распознавание отпечатка ладони хозяина, в случае если им пытается воспользоваться «чужак», то пистолет автоматически взрывается в руке), дейстиком (дубинка с титановым стержнем), ножом, оглушающими и газовыми гранатами. Его шлем закрывает все лицо, кроме рта и челюсти. Он ездит на большом мотоцикле «Законник», который оснащен пулеметами, лазерной пушкой, а также имеет искусственный интеллект, способный выполнять приказы Дредда.
Лицо Дредда никогда не показывалось читателю полностью. Такой обычай изначально был неофициальным руководством для художников, но вскоре стал правилом. Джон Вагнер объяснил это так: «Это означает безликость правосудия — у правосудия нет души. Так что читателям необязательно видеть лицо Дредда, и я не хочу чтобы вы тоже его видели».
В очень редких случаях лицо Дредда показывалось во флешбеках о его детстве, но при этом отсутствовали многие детали. В одном из ранних выпусков (прог 8) Дредд был вынужден снять свой шлем, другие герои отреагировали на это с ужасом, как будто лицо Дредда изуродовано, но читателям лицо не показали, оно было закрыто табличкой «цензура». В проге 52 во время пребывания Дредда в Лунной Колонии, он воспользовался изменяющим лицо устройством, для принятия облика адвоката, защищающего банду грабителей банков.
Карлос Эскерра в своем оригинальном дизайне Дредда изобразил его как человека с большими губами, из-за чего расовая принадлежность Дредда оставалась для читателей и других художников загадкой. Майк МакМан изображал Дредда как чернокожего мужчину, в то время как Брайан Болланд и Рон Смит рисовали его как белого. Но так как стрип тогда еще не печатали в цвете на такие различия никто не обращал внимание и от идеи отказались.
Время в стрипе «Судья Дредд» идет в реальном времени, то есть год проходящей в реальности равен году который проходит в комиксе. Таким образом первая история про Дредда, опубликованная в 1977 году повествует о 2099 годе в мире Дредда, в то время как истории опубликованные в 2013 году повествуют о 2135. Бывший редактор Алан МакКензи пояснил это так: «С каждым проходящим годом Дредд становится на год старше, в отличие от Человека-паука, который был студентом университета в течение последних 25 лет». Поэтому Дредду уже более 75 лет из которых 50 лет своей жизни он посвятил работе судьей (2079—2135) в связи с чем в течение уже некоторого времени персонажи комикса стали отмечать, что Дредд не так молод и здоров как прежде. Это стало темой некоторых недавних эпизодов: в проге 1595 (2008) Дредду был поставлен диагноз — рак двенадцатиперстной кишки. В данный момент не известно, существуют ли у сценаристов какие либо планы для решения этой проблемы (хотя известно, что в Мега-Сити Один есть технологии клонирования и пересадки мозга). В интервью британскому журналу Эмпайр Вагнер сказал: «Там может быть много способов покончить с этим, но есть вероятность того, что меня не будет рядом когда это случится! Я хотел бы написать об этом, но пока я не вижу как это произойдет. Так что оставлю на своё усмотрение».

### Вымышленная биография
Судья Джозеф Дредд и его брат Рико Дредд были клонированы из ДНК Главного судьи Фарго, первого Главного судьи Мега-Сити Один, в 2066. Их рост был искусственно ускорен так, чтобы они появились на свет с очевидным физиологическим развитием пятилетних детей, со всеми необходимыми знаниями для их возраста, имплантированными во время беременности в их мозг с помощью компьютера. Слово «Дредд» было выбрано ученым-генетиком, который создал их, Мортоном Джаддом, чтобы «посеять страх среди населения».
В 2070 они были первый раз введены в действие во время Атомных войн, когда в качестве курсантов им были временно присвоены звания полных судей, после чего были отправлены на улицы для наведения порядка. Они были выбраны, чтобы принять участие в нападении на Белый дом, когда Министерство юстиции свергло президента Бута. Они быстро окончили Академию правосудия в 2079 году, по окончании Джо был вторым в своём классе, Рико был первым. В том же году Джо был вынужден арестовать Рико за убийства и коррупцию.
Джо Дредд преуспел в качестве судьи, быстро повысившись до звания старшего судьи. В 2101 ему было предложено стать главным судьёй, но он отказался, предпочитая служить на улицах. В нескольких других случаях он спас свой город от завоевания или полного уничтожения могущественными врагами, а в 2114 он практически в одиночку собственноручно спас мир от разрушения во время Четвёртой мировой войны.
Хотя Дредд держит свой долг выше всех других приоритетов, эта преданность не является слепой лояльностью. В двух случаях (в 2099 и 2112 года) Дредд уходил из группы по принципиальным моментам, но оба раза возвращался. В 2113 Дредд настаивал, чтобы Министерство юстиции вынесло вопрос о своём существовании на референдум, чтобы доказать свою легитимность. В 2116 он рисковал 20 годам лишения свободы с каторжными работами, когда бросил вызов политике Главного судьи; а в 2129, он пригрозил уйти в отставку, чтобы убедить Главного судью изменить суровые антимутантские законы города.
После пятидесяти лет активной работы карьера Дредд стала подходить к концу. В 2130 году ему был диагностирован рак, хотя это не повлияло на его рабочее состояние. В 2132 году Дредд был назначен в Совет пятёрки высшего руководящего органа Мега-Сити, в котором он служил в течение двух лет.

### Второстепенные персонажи
- Главный судья Юстас Фарго — первый Главный судья Мега-Сити Один, «отец» Джозефа Дредда.
- Рико Дредд — брат Джозефа Дредда. Начал нарушать закон вскоре после того, как стал судьей, что заставило Джозефа заключить его в тюрьму. Двадцать лет спустя Рико попытался отомстить своему брату, из-за чего тот был вынужден убить его.
- Судья Кракен — ещё один клон Главного судьи Фарго.
- Виена — племянница Джозефа, дочь Рико, рожденная в тюрьме, очень любит своего дядю, несмотря на то что он убил её отца. Является единственной, о ком заботится Дредд, кроме закона.
- Судья Рико — полное имя Дредд Рико, является клоном Джозефа Дредда, взял фамилию Рико в честь покойного брата Джозефа. На улицах Мега-Сити показал себя храбрым и находчивым судьей, сильно привязан к своему «брату», также унаследовал его квартиру в Роуди Йетс Блок.
- Долман — ещё один клон Дредда, бывший судья-стажёр и член космической пехоты МС1.
- Кадет Пэрис — женский клон Дредда.
- Кассандра Андерсон — судья из Пси-отдела, в течение многих лет состояла в непростой дружбе с Джозефом, является ветераном и пользуется таким же уважением среди молодых судей, как и Джозеф, в отличие от которого склонна к состраданию.
- Судья Херши — Главная судья, знает Джозефа с 2102, их отношения основаны на взаимном уважении, Джозеф имеет легкий доступ к ней, она прислушивается к его мнению, а сам он считает её «лучшей Главной судьей, который у нас когда-либо был».
- Вальтер Вобот и Мария — Дредд использовал в своей квартире робота под названием Вальтер Вобот, который выполнял все домашние дела. У него также была домработница Мария. В последующие годы Джозеф расстался с обоими.
- Гален Демарко — судья, влюблённая в Дредда. Это нарушение правил привело к её отставке. Джозеф пытался помочь ей адаптироваться к гражданской жизни, но после того как он отверг её достижения, она прекратила с ним контакт.
- Клан Фарго — мутировавшие потомки Ефрема Фарго, брата-близнеца главного судьи Юстаса Фарго, являются родственниками самого Дредда и считают его «двоюродным братом». Это привело к действиям Джозефа по отмене мутантских законов Мега-Сити Один.
- Судья Бини — молодой судья, который с 2107 является протеже Дредда.
- Судья Морфи — наставник Дредда в начале его карьеры.

## Враги
- Тёмные судьи — группа из четырёх правоохранителей из параллельного измерения под названием Мёртвый мир, где жизнь объявлена преступлением.
  - Судья Смерть — лидер Тёмных судей.
  - Судья Страх — носит железную маску, скрывающую лицо, которое он показывает, чтобы напугать жертву до смерти.
  - Судья Огонь — окружён огнём, вместо головы имеет человеческий череп
  - Судья Мортис — находится в состоянии постоянного распада, и его прикосновение может вызвать быстрый распад.
- Банда Ангелов — семейство жестоких бандитов из Проклятой земли около Техаса.
  - Элмер «Па» Ангел — глава семейства, изобретатель собственного орудия пыток. Был захвачен Дреддом и помещён в Изо-Блок 666.
  - Ма Ангел — жена Элмера, мать Финка, Линка, Мина и Джуниора. Описывается, как убившая 134 человека голыми руками. Умерла после рождения младшего сына Джуниора.
  - Финк Ангел — старший сын Элмера. Предпочитает жить в одиночестве. Имеет похожее на череп лицо и неестественный цвет кожи из-за многолетнего радиационного облучения, носит шляпу-котелок. Его сопровождает неестественно большая крыса Рэтти, которая также носит шляпу-котелок. Финк и Рэтти были убиты в битве с Дреддом в 2104 году.
    - Рэтфинк — сын Финка Ангела.

  - Линк Ангел — второй и самый крупный из сыновей Элмера. Обычно носит куртку без рукавов, мотоциклетный шлем и кольцо в носу. Был убит в 2102 году в результате случайного взрыва.
  - Мин «Машина» Ангел — третий из сыновей Элмера. Киборг с металлическим лбом и бионической правой рукой с большим когтем (его левая рука разорвалась во время его первого столкновения с Судьёй Дреддом). Его злость контролировалась циферблатом, установленным на лбу, который был удалён в 2129. Был убит в 2134—2135 годах.
    - Мин Джуниор — сын Мина Ангела

  - Джуниор Ангел — младший, наиболее жестокий и любимый из сыновей Элмера. совершил своё первое убийство в возрасте до трёх лет. Обычно носит шляпу-котелок и патронташ ручных гранат. Он был захвачен Дреддом и заключён в Изо-Блок 666.
- Главный судья Кал — коррумпированный и злоупотреблявший властью судья, ставший Главным судьей, но побеждённый Дреддом.
- Чоппер (Марлон Шекспир)
- Армон Гилл
- Судья Грайс
- Мортон Джадд
- Судья-ребёнок
- Пиджей Майби
- Олрок-убийца
- Действующий главный судья Синфилд
- Судья Бачманн

## Главные сюжетные линии
- The Robot Wars
- The Return of Rico
- Luna-1
- The Cursed Earth
- The Day the Law Died
- Judge Death
- The Judge Child
- Judge Death Lives!
- Block Mania
- The Apocalypse War
- City of the Damned
- Oz
- The Dead Man
- A Letter to Judge Dredd
- Tale of the Dead Man
- Necropolis
- The Devil You Know and Twilight’s Last Gleaming
- America
- Judgement on Gotham
- Judgement Day
- Mechanismo trilogy
- Inferno
- Wilderlands storyline
- The Pit
- The Doomsday Scenario
- Helter Skelter
- Blood Cadets
- Judge Dredd vs. Aliens
- Terror and Total War
- Blood Trails
- Origins
- Mutants in Mega-City One
- Tour Of Duty
- Day of Chaos
- The Cold Deck

## Вне комиксов

### Фильмы
- В 1995 году вышла первая экранизация комикса о Судье Дредде «Судья Дредд», главную роль исполнил Сильвестр Сталлоне[35].
- В 2012 году вышла вторая экранизация комикса о Судье Дредде «Судья Дредд 3D», главную роль исполнил Карл Урбан.

### Видеоигры
- Judge Dredd[англ.] (1986)
- Judge Dredd[англ.] (1991)
- Judge Dredd (1995)
- Judge Dredd[англ.] (1997)
- Judge Dredd: Dredd vs. Death (2003)
- Broforce (2015)

## Критика и отзывы
В мае 2011 года Судья Дредд занял 35 место среди 100 лучших героев комиксов по версии IGN.